# Tři slavná japonská kopí
Tři slavná japonská kopí (japonsky 天下三名槍, Tenka sanmeisó) jsou tři historická kopí vytvořená třemi japonskými mistry kováři.
1. Tonbokiri (蜻蛉切): Kdysi ho vlastnil Honda Tadakacu, jeden z proslulých generálů Tokugawy Ieyasua. Ukoval ho Masazane, učedník Muramasy. Nyní se nachází v soukromém vlastnictví a je zapůjčeno Uměleckému muzeu Sano. Typ čepele je sasaho jari.[2]
2. Nihongo nebo Nippongo (日本号): Původně bylo používáno v císařském paláci, později se jeho majitelem stal Fukušima Masanori a poté Tahei Mori. Nyní se nachází ve Fukuockém městském muzeu. Typ čepele je omi jari.[2]
3. Otegine (御手杵): Bylo ukováno Šimadou Gisukem na přání daimjóa Jukiho Harutomoa. Při bombardování Tokia v roce 1945 bylo ztraceno. Typ čepele byl omi jari.[2]